# David Prats
David Prats Racero (* 3. April 1979 in Barcelona) ist ein ehemaliger spanischer Fußballspieler.

## Karriere
Prats spielte zunächst beim FC Barcelona. Im Sommer 1999 wechselte er leihweise nach Österreich zum Bundesligisten Schwarz-Weiß Bregenz. Sein Debüt in der Bundesliga gab er im Juli 1999, als er am zweiten Spieltag der Saison 1999/2000 gegen den SK Rapid Wien in der Halbzeitpause für Manfred Eisbacher eingewechselt wurde. In jener Saison absolvierte er neun Spiele für Bregenz in der Bundesliga und blieb dabei ohne Treffer.
Zur Saison 2000/01 kehrte Prats nach Spanien zurück, wo er sich dem drittklassigen Terrassa FC anschloss. Im September 2000 debütierte er in der Segunda División B, als er am ersten Spieltag jener Saison gegen die UD Alzira in der Startelf stand und in der 65. Minute durch Antonio Jesús Madrigal ersetzt wurde. Seinen ersten Treffer für Terrassa erzielte er im Januar 2001 bei einem 2:2-Remis gegen die B-Mannschaft des RCD Mallorca.
Nach einer Saison bei Terrassa wechselte er 2001 zum Ligakonkurrenten CE Mataró. In seinem ersten Spiel für Mataró im September 2001, einer 3:2-Niederlage gegen die B-Mannschaft von Espanyol Barcelona, erzielte er seinen ersten Doppelpack in der dritthöchsten spanischen Spielklasse. Im selben Monat machte er bei einem 5:0-Sieg gegen die UE Lleida erstmals drei Treffer in einem Spiel. Zu Saisonende hatte Prats 36 Einsätze in der Segunda División B zu Buche stehen, in denen er 23 Tore machte. Damit war er gemeinsam mit Haruna Babangida bester Torschütze der zweiten Gruppe der Segunda División B.
Zur Saison 2002/03 wechselte er zum Zweitligisten Polideportivo Ejido. Sein erstes Spiel in der Segunda División absolvierte er im September 2002, als er am ersten Spieltag jener Saison gegen den Terrassa FC in der Startelf stand. In jenem Spiel, das Ejido mit 2:1 verlor, erzielte Prats seinen ersten Treffer für den Verein. Zu Saisonende hatte er 33 Einsätze in der Liga zu Buche stehen, in denen er acht Tore erzielte. Prats wurde in 18 der 33 Spielen eingewechselt. In seiner zweiten Saison bei Polideportivo Ejido kam er zu 31 Zweitligaeinsätzen und machte dabei drei Treffer.
Nachdem Prats in der Hinrunde der Saison 2004/05 nur zu zwei Einsätzen für den Verein gekommen war, wechselte er im Januar 2005 zum Drittligisten FC Girona. Für Girona absolvierte er bis Saisonende 21 Spiele in der Segunda División B, in denen er fünf Treffer erzielte.
Nach einem halben Jahr bei Girona schloss er sich zur Saison 2005/06 dem FC Badalona an. In seiner ersten Saison bei Badalona war Prats auf Anhieb bester Torschütze seiner Mannschaft: In 33 Ligaspielen erzielte er 13 Tore. Bis 2011 absolvierte Prats für den Verein 206 Drittligaspiele und machte dabei 73 Tore. In der Saison 2008/09 war er mit 19 Toren drittbester Torschütze der dritten Gruppe der Segunda División B.
Nach sechs Jahren bei Badalona wechselte er zur Saison 2011/12 zum CE l’Hospitalet. Für l’Hospitalet kam er in jener Saison in 36 Ligaspielen zum Einsatz und erzielte dabei 14 Treffer. Im Sommer 2012 schloss er sich der UE Sant Andreu an. Für Sant Andreu absolvierte er 18 Spiele in der dritthöchsten Spielklasse, in denen er zwei Tore erzielte.
Im Juli 2013 schloss Prats sich der viertklassigen UE Vilassar de Mar an. Im September 2013 beendete er seine Karriere.

## Persönliches
Sein Bruder José Antonio (* 1967) spielte für den CE Premià in der Segunda División B.